# کاستاریکا
کاستاریکا (به اسپانیایی: Costa Rica) با نام رسمی جمهوری کاستاریکا (به اسپانیایی: República de Costa Rica) کشوری واقع در آمریکای مرکزی است. پایتخت این کشور شهر سان خوزه (کاستاریکا)؛ و واحد پول آن کولون کاستاریکا می‌باشد.
جمعیت این کشور ۵٬۱۱۰٬۰۰۰ نفرو زبان رسمی آن اسپانیایی است. ۴۰ درصد از مردم آن سفیدپوست، ۳۱ درصد مستیزو (دورگه سفید و سرخ‌پوست) و بقیه از دیگر نژادها هستند. سفیدپوستان کاستاریکا، بیشتر اسپانیایی‌تبار هستند.
شاخه کاتولیک رومی از مسیحیت، مذهب رسمی کاستاریکا است. ۷۰ درصد مردم این کشور کاتولیک، حدود ۱۴ درصد پروتستان و ۱۱٫۳ درصد بی‌دین هستند.
کاستاریکا شصت و چهار سال پیش خدمت وظیفه در ارتش خود را منحل کرد و از نظر سیاسی یکی از باثبات‌ترین کشورهای آمریکای مرکزی به‌شمار می‌آید.
این ناحیه – به عنوان بخشی از گواتمالا – تا ۱۸۲۱ تحت حکومت اسپانیایی بود. کاستاریکا هر چند که قسمتی از فدراسیون آمریکای مرکزی (۱۸۲۳ تا ۱۸۳۸) به‌شمار می‌آمد، ولی بیشتر در انزوا از همسایگانش توسعه یافت. کاستاریکا با مزارع کوچک بسیار رونق یافت و مهاجران اروپایی را جذب کرد و دموکراسی باثباتی را ایجاد نمود. به دنبال یک جنگ داخلی کوتاه در ۱۹۴۸، ارتش منحل گردید. از آن زمان این کشور نقش برقرارکنندهٔ آشتی در آمریکای مرکزی را اتخاذ کرده‌است.

## نام
نام کوستاریکا یا کاستاریکا یک نام اسپانیایی است و در زبان اسپانیایی «کوستا/کستا» یعنی «ساحل» (مانند coast در انگلیسی) و «ریکا» یعنی «غنی» (مانند rich در انگلیسی) و کوستا ریکا یا کستاریکا به معنی «ساحل غنی» است.
نام این کشور در زبان فارسی کستاریکا و کوستاریکا هم نوشته می‌شود.

## تاریخ
پیش از ورود اروپائیان به قاره آمریکا مردمان مایان و آزتک در آمریکای مرکزی می‌زیستند. سرخپوستان کاستاریکا تا پیش از غلبه اروپایی‌ها با استفاده از جوهرهای قرمز و مشکی که از سبزیجات می‌گرفتند، به شیوه تصویرنگاری بر روی پوست جانوران می‌نوشتند.
یکی از عجیب ترین رازها در باستان‌شناسی کاستاریکا یافته شدن حدود ۳۰۰ گوی سنگی در جلگهٔ دیکوئیس کستاریکا در دههٔ ۳۰ میلادی بود که مربوط به تمدن دیکوئیس هستند. این گوی‌ها از گراندیوریت جامد ساخته شده‌اند که یک سنگ آتشفشانی خیلی سخت است. گوی‌های سنگی کستاریکا از زمان کشف تاکنون در معرض انقراض قرار دارند. جویندگان گنج با کمک دینامیت خیلی از گوی‌ها را منهدم کرده‌اند. فعالیت‌های کشاورزی باعث ترک خوردن و شکسته شدن شماری از این گوی‌های مبهم شده‌است.
در سده شانزدهم میلادی اسپانیا سرزمین‌های این مردم را گرفت و کاستاریکا جنوبی‌ترین استان اسپانیای نو شد. پس از غلبه اسپانیایی‌ها در ۱۵۶۳، بومیانی که جان به‌در بردند تحت نفوذ شدید اروپایی‌ها شیوه‌ای جدید پیش گرفتند.

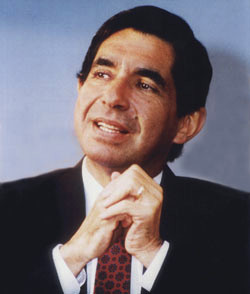
اسکار آریاس رئیس‌جمهور پیشین کاستاریکا و برنده جایزه صلح نوبل

کاستاریکا از سده ۱۶ مستعمرهٔ کشور اسپانیا بوده و در روز ۱۵ سپتامبر ۱۸۲۱ از این کشور اعلام استقلال کرد. پس از دوره کوتاهی پیوستن به پادشاهی مکزیکی «اوتین د ایتوربیده»، کستاریکا از ۱۸۲۳ تا ۱۸۳۴ ایالتی از «جمهوری فدرال آمریکای مرکزی» شد. در سال ۱۸۲۴ پایتخت آن به سان خوزه منتقل شد. کستاریکا از ۱۸۴۰ کشوری مستقل بوده‌است و از ۱۸۴۸ به‌صورت جمهوری درآمد. کستاریکا را به‌خاطر دوام دموکراسی ستایش می‌کنند.
رودخانه سان‌خوان یکی از منابع اصلی اختلاف میان دو کشور کستاریکا و نیکاراگوئه در طول یک قرن گذشته بوده‌است. در سال ۲۰۱۰ کستاریکا کشور نیکاراگوئه را به مستقر کردن سربازانش در خاک خود در این منطقه متهم کرد ولی نیروهای نیکاراگوئه می‌گویند در حال انجام یک عملیات لایروبی در اطراف یک جزیره در رودخانه سان‌خوان هستند.
هژبر یزدانی از چهره‌های سرشناس و ثروتمند سال‌های پیش از انقلاب ایران، پس از انقلاب ناچار به گریز از ایران شد و به کستاریکا رفت و در آنجا با همکاری تعدادی از ایرانی‌ها یک مجتمع بزرگ دامپروری راه‌اندازی کرد. یزدانی که در نزدیکی شهر سن حوزه در کاستاریکا زندگی می‌کرد، در کنار مزرعه‌اش تابلوی بزرگی نصب کرده بود که بر آن نوشته بود سنگسر. این تابلو یادآور محل تولدش سنگسر است.

## جغرافیا

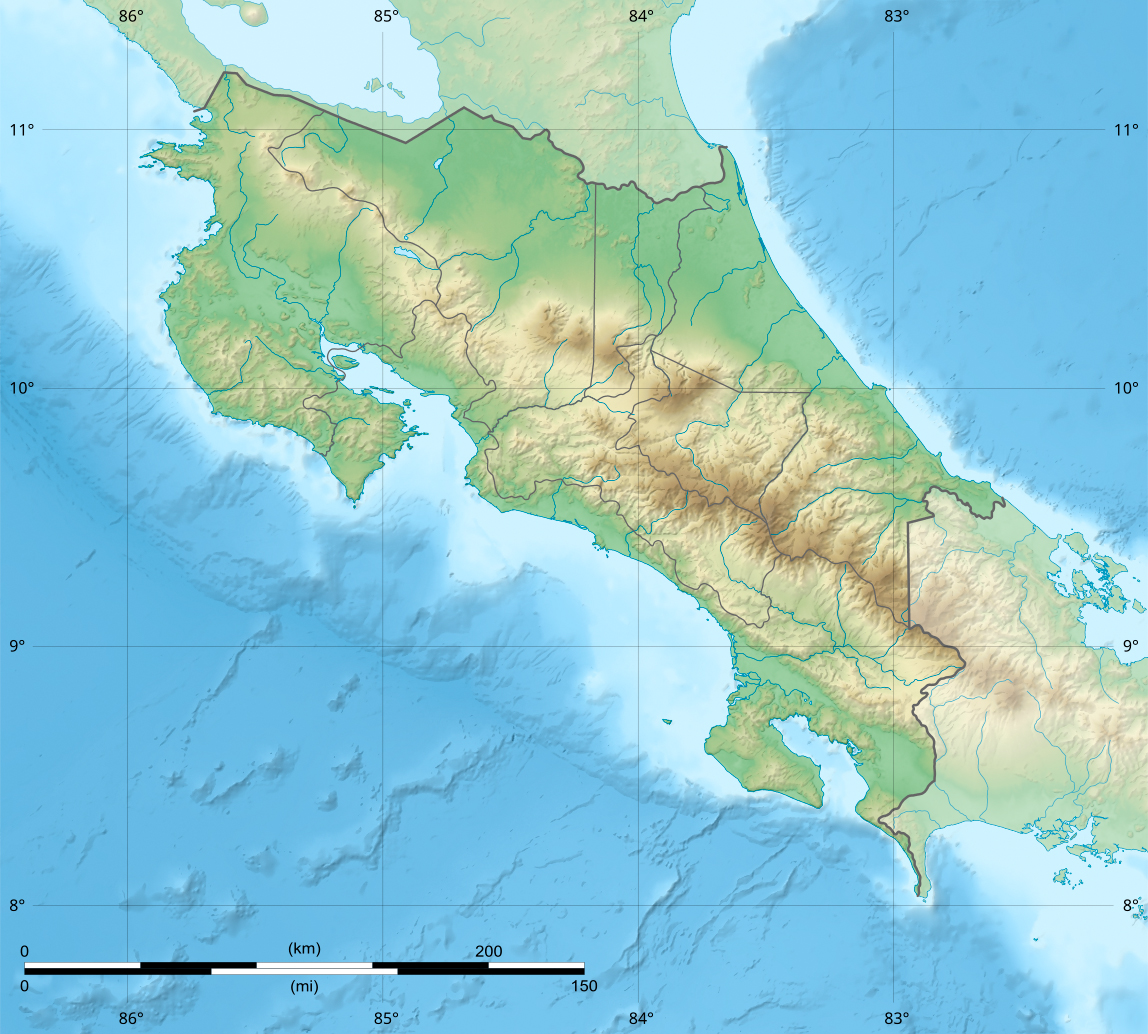
نقشه ناهمواری‌های کستاریکا

مساحت کاستاریکا ۵۱۱۰۰ کیلومتر مربع است. این کشور از شمال با نیکاراگوئه و از جنوب شرقی با پاناما همسایه است. در شرق این کشور دریای کارائیب و در غرب آن اقیانوس آرام قرار دارد. کاستاریکا در میان جلگه‌ای باریک در ساحل اقیانوس آرام و جلگه‌ای پهن‌تر در امتداد ساحل دریای کارائیب، فلات مرکزی و رشته‌کوه‌ها قرار دارد.
رود مهم کشور ریوگرانده است. میزان بارندگی در امتداد ساحل کارائیب سنگین است، ولی ساحل اقیانوس آرام خشک‌تر است. درجهٔ دما در زمین‌های پست گرم، و در ارتفاعات پایین‌تر است.
شهرهای مهم کاستاریکا عبارتند از: لیمون ۱۰۵٬۰۰۰، الاهوئلا ۴۶٬۵۵۴، کارتاگو ۱۵۶٬۶۰۰ و لیبریا ۳۵٬۰۰۰ نفر.

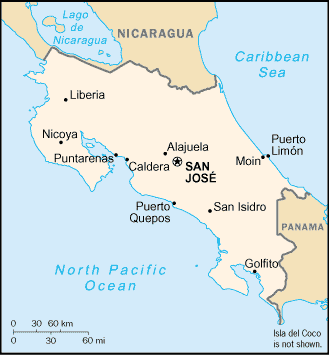

بلندترین نقطه این کشور قله سرو چیریپو با ۳۸۱۹ متر ارتفاع است. این قله پنجمین قله بلند آمریکا مرکزی به‌شمار می‌آید. مرتفع‌ترین آتشفشان در کاستاریکا ایرازو (۳۴۳۱ متر) نام دارد و بزرگ‌ترین دریاچه کشور دریاچه آرنال است. کستاریکا ۱۴ آتشفشان دارد که شش تای آن‌ها دست‌کم طی ۷۵ سال اخیر فعال بوده‌اند. این کشور هم‌چنین طی یک قرن گذشته دست‌کم ۱۰ زمین‌لرزه شدیدتر از ۵٫۷ ریشتری به خود دیده‌است.
بزرگ‌ترین جزیره این کشور جزیره کالرو است و جزیره کوکوس نیز به خاطر دوری‌اش از سواحل کشور از جزایر جالب توجه کاستاریکا است. کاستاریکا از بیشترین تراکم گونه‌های زیستی در جهان برخوردار است.

## تقسیمات کشوری
شامل هفت استان به شرح زیر:
| پرچم | نام استان        | مرکز        | مساحت   | جمعیت(۲۰۱۱) | نقشه |
| ---- | ---------------- | ----------- | ------- | ----------- | ---- |
|      | استان سان خوزه   | سان خوزه    | ۴۹۶۶    | ۱۴۰۴۲۴۲     |      |
|      | استان پونتارناس  | پونتارناس   | ۱۱۲۶۶   | ۴۱۰٬۹۲۹     |      |
|      | استان لیمون      | پورتو لیمون | ۹۱۸۹    | ۳۸۶٬۸۶۲     |      |
|      | استان اردیا      | اردیا       | ۲۶۵۷    | ۴۳۳٬۶۷۷     |      |
|      | استان گواناکاسته | لیبریا      | ۱۰۱۴۱   | ۳۲۶٬۹۵۳     |      |
|      | استان کارتاگو    | کارتاگو     | ۳۱۲۴    | ۴۹۰٬۹۰۳     |      |
|      | استان آلاخوئلا   | آلاخوئلا    | ۹۷۵۷٫۵۳ | ۸۴۸٬۱۴۶     |      |

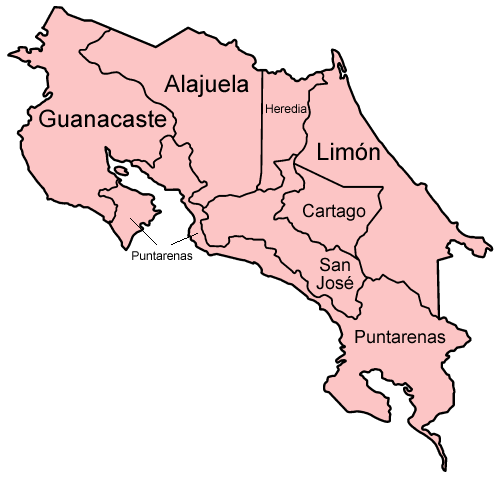

نیکاراگوئه معتقد است کاستاریکا در سال ۱۸۲۴ استان گواناکاسته این کشور را که اکنون حدود ۲۰ درصد خاک کاستاریکا را شامل می‌شود و یک مرکز گردشگری شناخته شده به‌شمار می‌رود، به اشغال خود درآورد. دانیل اورتگا رئیس‌جمهور نیکاراگوئه در شهریورماه ۱۳۹۲ به کاستاریکا هشدار داد قصد دارد برای بازگرداندن این استان، به دیوان عدالت بین‌المللی شکایت کند.

## سیاست

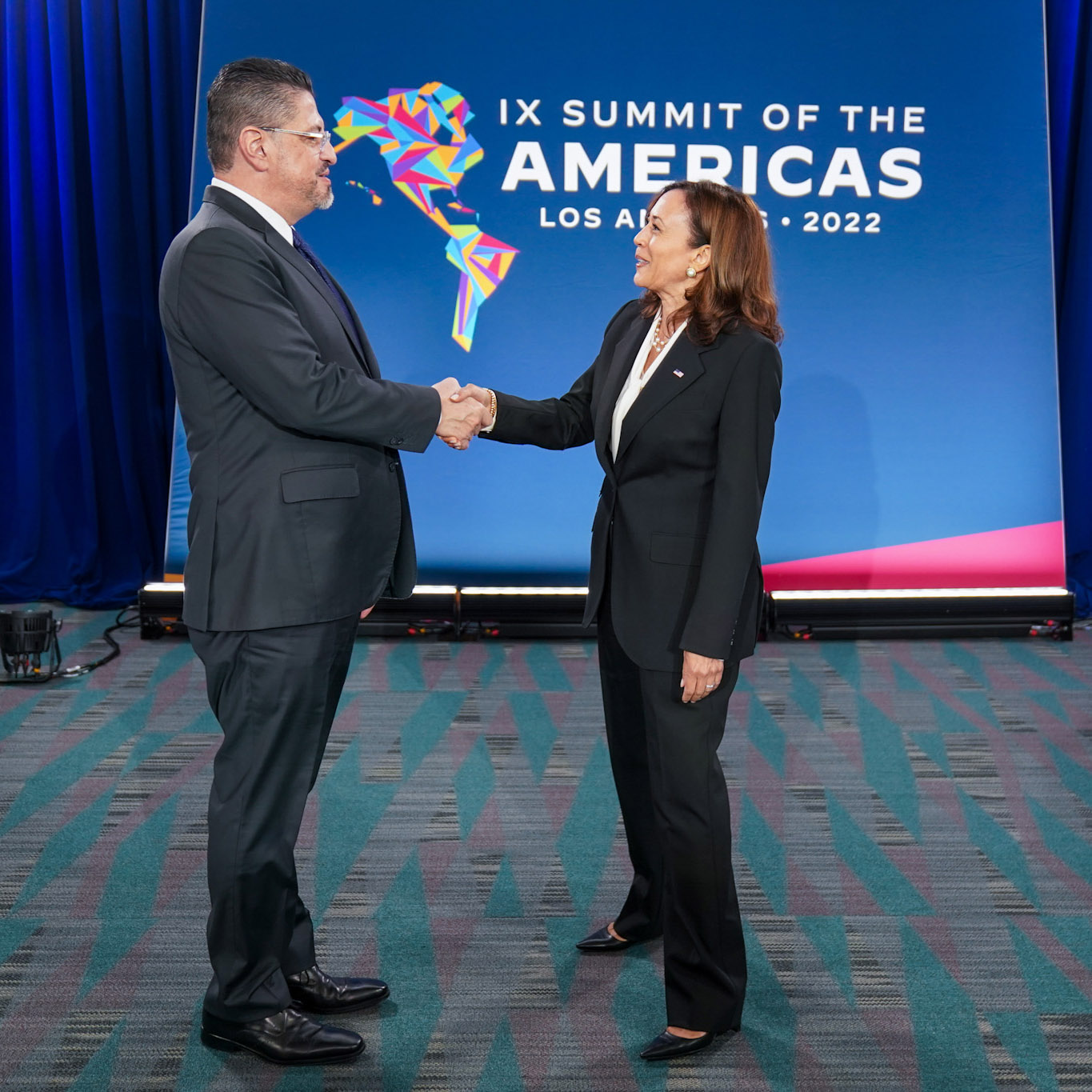
رودریگو روبلس رئیس جمهور کاستاریکا و کامالا هریس معاون رئیس جمهور آمریکا

یکی از مهم‌ترین سیاست‌ها یا می‌توان گفت دستاوردهای کستاریکا سیاستی که بر مبنا آن این کشور هزینه‌ای را که جهت امور نظامی نیاز داشت، صرف حفظ منابع طبیعی کرده و هم‌اکنون این کشور بدون ارتش می‌باشد.
قدرت اجرایی به رئیس‌جمهور واگذار شده‌است. کابینهٔ وزیرانی که منتصب خود او هستند و دو معاون وی را یاری می‌کنند. رئیس‌جمهور معاونان او و ۵۷ نماینده مجمع قانون‌گذاری برای دوره‌ای چهار ساله با رأی تمامی افراد بالغ انتخاب می‌شوند. احزاب سیاسی مهم کستاریکا عبارتند از: حزب وحدت سوسیال مسیحی، و حزب آزادیبخش ملی.
خوزه مارفا فیگوئرز از حزب آزادی ملی در سال ۱۹۹۴ به سمت رئیس‌جمهور انتخاب شد. در انتخابات سال ۲۰۰۶ اسکار آریاس سانچز به ریاست‌جمهوری کاستاریکا رسید. وی برنده جایزه صلح نوبل در سال ۱۹۸۷ شد.
در تاریخ ۸ مه ۲۰۱۰ برای نخستین بار در تاریخ سیاسی کاستاریکا و آمریکای مرکزی یک زن به عنوان رئیس‌جمهور این کشور انتخاب شد. لائورا چین چیا در آن تاریخ جانشین اسکار آریاس شد؛ هم چین چیا و هم آریاس هر دو از حزب چپ میانه آزادیبخش ملی (PLN) هستند.
خانم چینچیا، دانش‌آموخته دانشگاه جورج تاون است و به جناح محافظه‌کاران اجتماعی تعلق دارد. او با سقط جنین و ازدواج همجنس‌گرایان مخالف است. وی متعهد شده با جرایم سازمان یافته و قاچاق مواد مخدر مبارزه کند.
رئیس‌جمهور این کشور در حال حاضر لوئیس گیجرمو سولیس است.

## اقتصاد
واحد پول این کشور کولون نام دارد.
قهوه بخش عمده‌ای از صادرات کستاریکا را تشکیل می‌دهد. موز، نیشکر، گاو گوشتی، کاکائو و الوار نیز دارای اهمیت است. اکوتوریسم یکی از موتورهای اصلی اقتصاد کاستاریکا است و دولت کاستاریکا تعهد کرده که این کشور را به اولین کشور خنثی از لحاظ انتشار دی‌اکسید کربن تبدیل کند.
بدهی‌های خارجی از جمله مشکلات اقتصادی این کشور شمرده می‌شود.
موج خصوصی‌سازی در سال ۱۹۸۳ به کاستاریکا، که رشد شتابان دهه ۱۹۷۰ را در مورد موسسات دولتی تجربه کرده بود، رسید. کاستاریکا از شکل یک دولت حمایت‌کننده از صنایع داخلی به سمت حمایت از یک الگوی اقتصاد آزاد حرکت کرد. از سال ۱۹۸۶ تا ۱۹۸۸ تعداد ۳۲ مؤسسه دولتی خصوصی شدند.
کاستاریکا در سال ۲۰۱۳ میزبان حدود ۲ میلیون و ۱۵۰ هزار گردشگر بود و دولت این کشور نیز قصد دارد تا سال ۲۰۱۵ تعداد گردشگران را که بخش قابل توجهی از آن‌ها گردشگران درمانی هستند به سه میلیون و ۴۰۰ هزار گردشگر برساند. کاستاریکا که در سال ۲۰۱۱ میزبان کنفرانس جهانی گردشگری درمانی بود. این کشور با جذب سرمایه‌گذاری خارجی اقدام به احداث کلینیک‌های مجهز، هتل‌ها و ویلاهای لوکس در قالب طرح «تعطیلات درمانی» کرده و به یکی از قطب‌های گردشگری درمانی جهان تبدیل شده‌است.

## مردم
دین در کاستاریکا
گروه‌های نژادی:
- ۴۰ درصد سفیدپوست
- ۳۱ درصد: مستیزو
- ۱۷ درصد مولاتو
- ۴ درصد سرخ‌پوست
- یک درصد زردپوست
- غیره

## فرهنگ
فرهنگ محلی کستاریکا ترکیبی از فرهنگ آمریکای لاتین و تأثیرات کابویی است؛ بسیاری از اهالی کستاریکا به عنوان صبحانه گالو پینتو می‌خورند و بعد از ظهرها در مسابقات اسب‌سواری شرکت می‌کنند.

## آشپزی
غذاهای کستاریکایی ساده اما سرشار از روغن و ادویه است. اجزای اصلی غذاهای کستاریکایی را حبوبات و برنج تشکیل می‌دهند. وعده ناهار با سالاد کلم و گوجه فرنگی سرو می‌شود که هر دو، از فراورده‌های کشاورزی این کشور هستند. بیشتر مردم کستاریکا علاقه‌ای به مصرف زیاد غذاهایی با پایه سبزی ندارند و این مواد را بیشتر به عنوان دسر مصرف می‌کنند و غذای اصلی‌شان بیشتر باید سرخ‌کردنی باشد. مواد تشکیل‌دهنده دیگر غذاهای کستاریکایی، انواع گوشت قرمز، مرغ، ماهی، میگو و شاه‌میگو است. میزان حبوبات در غذاهایشان از میزان طبیعی کمی بیشتر است و امکان دارد برای کسی که عادت به خوردن غذایی حاوی حبوبات زیاد ندارد، مشکلات گوارشی ایجاد شود.
عصرانه نیز در وعده‌های غذایی کستاریکایی‌ها جایگاه خاصی دارد و شامل انواع غذاهای محلی و یک نوشیدنی داغ مثل قهوه یا شیر داغ است. یکی از عصرانه‌های محلی کستاریکایی‌ها، سوپ حبوبات است البته اگر علاقه‌ای به خوردن غذای محلی نداشته باشند، بال مرغ سوخاری انتخاب آن‌ها خواهد بود. مردم کستاریکا به دلیل صرف وعده عصرانه، معمولاً یا شام نمی‌خورند یا در صورتی می‌خورند که در مهمانی باشند چون در مهمانی‌هایشان با غذاهایی مثل ماهی و میگو و سیب زمینی سرخ کرده از مهمان‌ها پذیرایی می‌کنند. البته بعد از این شام سنگین هم عادت به خوردن یک برش تارت یا کیک شکلاتی دارند.
فرهنگ غذایی کاستاریکا ترکیبی از آشپزی سرخ‌پوستی، اسپانیایی، آفریقایی و دیگر آشپزی‌ها است. غذاهایی مانند تامال که از نوعی خمیر به نام ماسا تهیه می‌شوند و غذاهایی که با آرد ذرت تهیه می‌شوند، از جمله غذاهای پر مصرف و اصیل این کشور به‌شمار می‌روند.
یکی دیگر از اصیل‌ترین غذاهایی که پیشنهاد می‌کنیم اگر به این کشور سفر کردید، میل کنید، برنج همراه با دانه‌های مغذی روی آن، لیمو و نوعی فلفل است. این غذا که نام آن کاسادو است، یکی از محبوب‌ترین غذاهای مردم کاستاریکا است. تقریباً به هر رستوران کوچک و بزرگ کاستاریکا که بروید می‌توانید آن را در منو ببینید، در کنار این غذا معمولاً سالاد ماهی یا مرغ گریل شده سرو می‌شود.
غذاهای معمول کاستاریکایی مانند خوراک مرغ با موز یا پلانتین (نوعی موز که مخصوص پخت و پز است) سرخ شده که با برنج سرو می‌شود و لوبیا سیاه، از جمله غذاهایی است که در گوشه کنار خیابان‌های این کشور پیدا می‌شود. علاوه بر غذاهای بومی، فست فودهای آمریکایی نیز در سان خوزه بسیار دیده می‌شود.